# Каценберзький тунель
47°39′30″ пн. ш. 7°34′32″ сх. д. / 47.6584° пн. ш. 7.57547° сх. д.
Каценберзький тунель (нім. Katzenbergtunnel) — залізничний тунель на швидкісній залізниці Карлсруе — Базель, побудований для збільшення пропускної спроможності 

і швидкості залізниці Мангайм — Базель (Райнтальбан) і за для звільнення громад на старому маршруті від вантажного руху. 
 
Дві паралельні одноколійні галереї, які можна використовувати на швидкості до 250 км/год 
, 
розташовані між Бад-Беллінгеном і Ефрінген-Кірхеном. 
 
З довжиною 9385 м 
 
це третій за довжиною тунель після Ландрюкенського та Мюнденського тунелю та найдовший двотрубний тунель у Німеччині. (Після відкриття Фільдерського тунелю це буде третій за довжиною тунель, а Каценберзький тунель буде четвертим.)
Скорочення часу в дорозі для міжміських залізничних пасажирських перевезень між Фрайбургом і Базелем спочатку становить дві хвилини. 

Після спорудження всієї дистанції час у дорозі скоротиться приблизно на 15 хвилин. 

За кількома винятками, усі вантажні поїзди мають проходити Каценберзький тунель вночі. 

Загальна вартість тунелю та його підключення до чинної мережі становить близько 610 мільйонів євро. 
Схвалення Федеральним управлінням залізниць відбулося 4 грудня 2012 року, і урочисте відкриття також відбулося в той же день. 
Регулярна діяльність розпочалася 9 грудня 2012 року 

## Маршрут
Тунель є частиною нової дільниці завдовжки 17,6 км 

і розташований між 245,410 і 254,829 км 

розширеного Райнтальбану. 

Споруда знаходиться на висоті 397  м над рівнем моря.  
Він перетинає край гірської місцевості Маркгрефлер. 
 
Північний портал знаходиться біля Бад-Беллінгену, південний — біля Ефрінген-Кірхену. 
Тунель проходить під громадами та районами Гертінген і Бамлах (248 км), Райнвайлер (249 км), Бланзінген і Велмлінген (251 км), Маппах (252 км), Вінтерсвайлер (253 км), а також Ефрінген і церкви Ефрінген. 
(254 км).
При розрахунковій швидкості 300 км/год 
 
максимальна швидкість у тунелі — 250 км/год 
. 
Траса тунелю проходить майже по всій довжині прямолінійно. 
Лише в північній частині дільниця завдовжки близько 400 м прямує у широкому повороті радіусом 4000 м.
Стандартна відстань між двома тунелями (осями колії) становить 26 м 
. 
Вісь колії зміщена від центру на 62 см, щоб створити простір для шляху евакуації з кожного боку. 
Дві галереї з’єднані одна з одною 19 поперечними переходами 

на поздовжній відстані близько 500 м.
До південного порталу примикає відкрита дільниця маршруту довжиною близько 4 км, яка сполучається з основною лінією Райнтальбану в Гальтінгені 
. 
Трикілометровий відкрита дільниця сполучає північний портал з головною лінією на станції Шлінген 
. 